# Gerold Amann
Gerold Amann (* 31. Oktober 1937 in Schnifis/Vorarlberg) ist ein österreichischer Komponist.

## Leben
Gerold Amann, der Onkel des Komponisten Michael Amann, erhielt während des Besuches des Gymnasiums in Feldkirch Klavierunterricht bei Ferdinand Andergassen.
Nach der Matura begann er ein Studium der Architektur, danach Schulmusik und Philosophie sowie Psychologie und Musikwissenschaft in Graz. Im Jahr 1963 schloss er mit dem Doktorat in Psychologie sowie dem Lehramt für Musik und philosophische Propädeutik ab.
Von 1962 bis 1997 unterrichtete Amann hauptberuflich am Gymnasium in Bludenz und von 1977 bis 1997 am Vorarlberger Landeskonservatorium Feldkirch die Fächer Musikgeschichte, Formenlehre, Komposition und Rhythmustheorie. Daneben war er 15 Jahre lang musikalischer Leiter der Kabarettgruppe Die Wühlmäuse, sowie Chorleiter in Schlins/Vorarlberg und Kirchenorganist in Röns/Vorarlberg.
Seit seiner Pensionierung im Jahr 1997 arbeitet Gerold Amann freischaffend.

## Auszeichnungen
- 1974/1993: Ehrengabe des Landes Vorarlberg

- 2013: Silbernes Ehrenzeichen des Landes Vorarlberg[3]

## Werke (Auswahl)

### Orchesterwerke
- Fensterflügel und Nachtigall – Orchestertranskription verzögerter Bandwiedergaben (1979)[2]
- Sechs Kurzgeschichten – für Kinderorchester (1998)[2]
- Scherzo lamentoso – Scherzo für Mezzosopran, Tenor, Bariton und Orchester (2014)[2]

### Kammermusik
- Genesis oder …und Gott sprach – Geistliches Trio für Sopran, Flöte und Cembalo nach „Veni creator spiritus“ (1977)[2]
- Aus dem Liederbuch eines Mönchs – Zyklus für Sopran oder Tenor, Bläserquartett und Orgel Text nach P. Laurentius (1977)[2]
- Funksignale – Kurzwellentranskription (1979/1980)[2]
- Nachricht für den Uhu – Transkription verzögerter Bandwiedergaben (Uhubalz, Maschinenmorsen, Kuckucksuhr) (1983)[2]
- Die Gottesanbeterin – Ein Liebesspiel für Gitarre zu vier Händen (1991)[2]
- Eirene – Musikposse mit Comics nach Aristophanes (1998)[2]
- Ö! Zur Lage der Kulturnation – für drei Bratschen (2001)[2]
- Lurenmusik – für Blechbläser, Spielanleitung zu Natur-Improvisationen über E (2005)[2]
- 5 mal 16 Laute für Herbert – Duett zum achtzigsten Geburtstag von Herbert Albrecht (2007)[2]
- Alemannische Urviecher – ein prähistorischer Liederzyklus für Schallfossile, Sopran und Klavier (2012)[2]
- 7 Zauberformeln – für Harfe solo nach antiken und mittelalterlichen Texten (2012)[2]

### Singspiele/Musiktheater/Musical
- Waldeslust – ein trauriges Lustspiel (1975)[2]
- Dr.med.Orpheus – Tanzspiel mit Gesang (1987)[2]
- Mostellaria – Jägerlateinische Musik-Komödie, frei nach Plautus (1988)[2]
- Apokalypse – Musiktheater (1989–1990)[2]
- Fundevogel – Singspiel (1991)[2]
- Das Albtraummännlein – sprachunabhängiges Sprechtheater für sieben musikalische Schauspieler und Vokal-Orchester (2001)[2]
- Formicula – Ameisenstaaten, Musiktheater mit Klangmaschinen (2002)[2]
- Die Vögel – Musiktheater nach Aristophanes (2013)[2]
- Andromeda – Menschen-Mythen-Sternbilder, Singspiel (2015)[2]